# Korpo kyrka

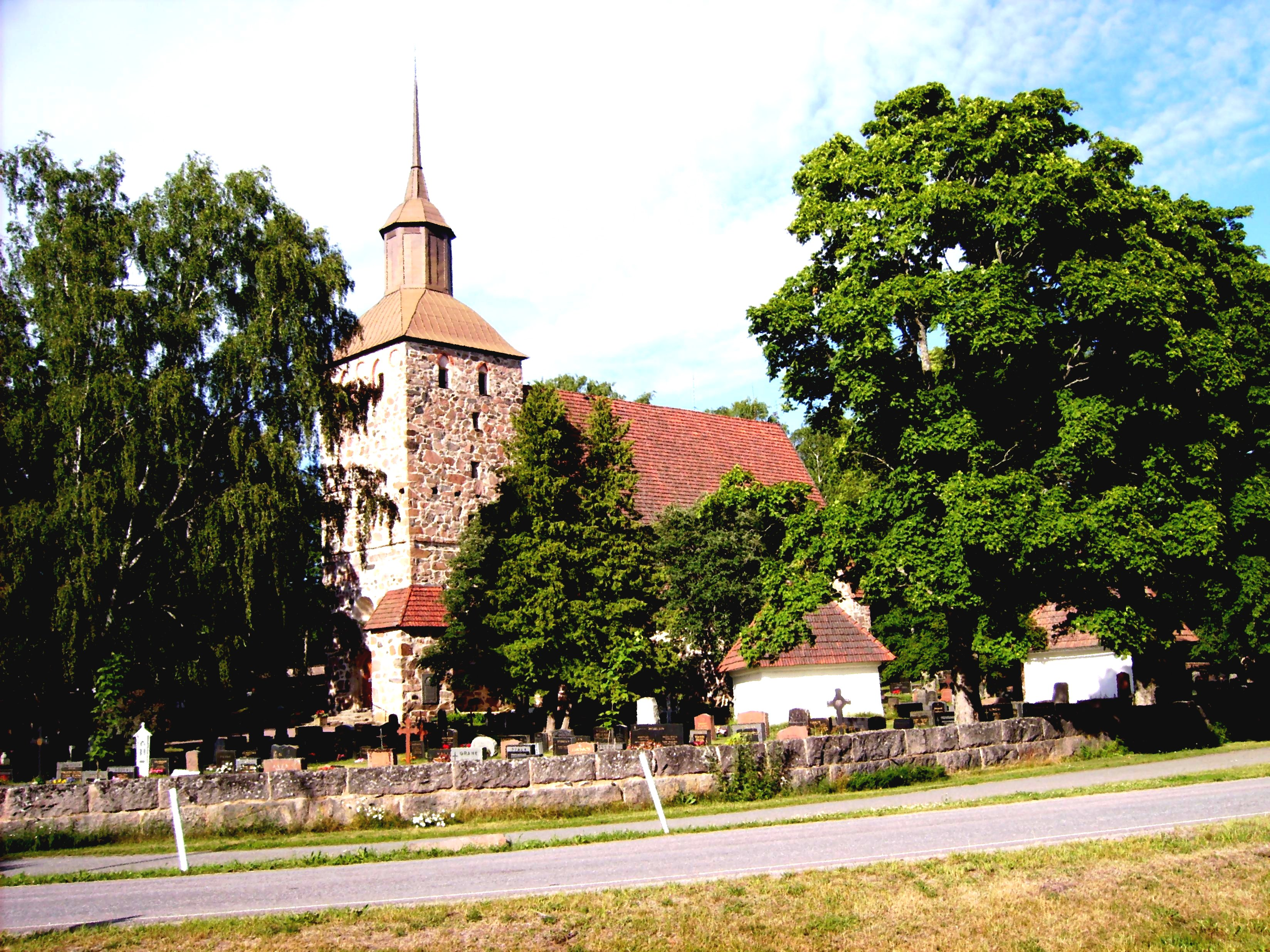
Korpo kyrka

Korpo kyrka, även kallad S:t Mikaelskyrkan då den är tillägnad ärkeängeln Mikael, är en kyrkobyggnad i Korpo i landskapet Egentliga Finland och uppfördes under senare delen av 1300-talet. Korpo församling har antagits vara från 1200-talet men inga belägg finns varför 1300-talet är en lika god gissning. Den omnämns första gången så sent som år 1434. År 1554 hade socknen en kapellförsamling av medeltida ursprung i Houtskär.

## Kyrkobyggnaden

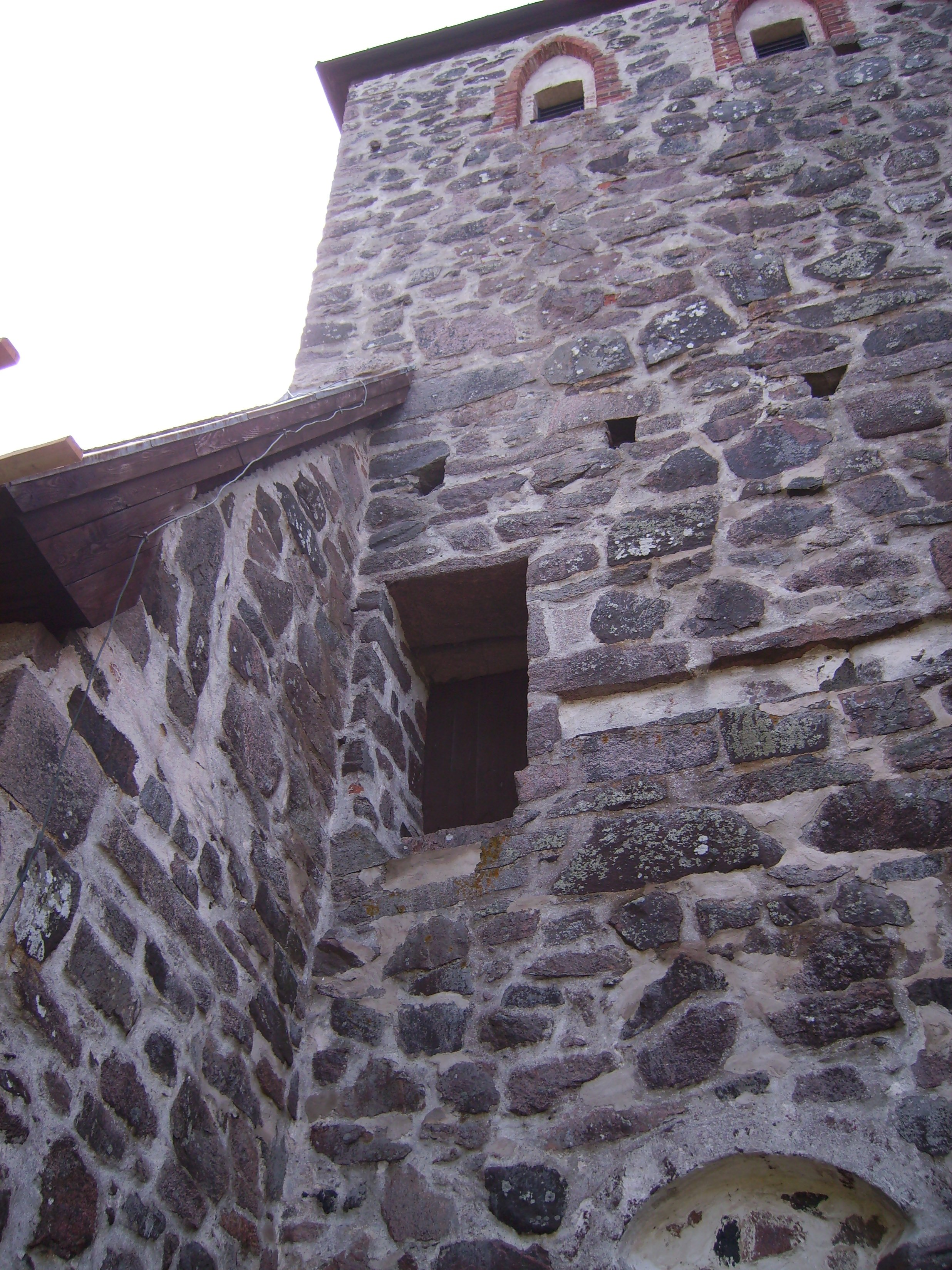
Ingången, högt upp på norra sidan, tyder på att kyrktornet, uppfört i fem våningar, har använts som försvarstorn.

I Finland har blott få kyrkor medeltida kor och förekomsten av korbyggnad visar på kyrkans höga ålder. Korpo kyrka är en av dessa sju, övriga är Hammarlands kyrka, Finströms kyrka, Nousis kyrka, Åbo domkyrka, Nådendals kyrka och Raumo kyrka. Korpo kyrka har även ett medeltida torn, som eventuellt har begagnats som försvarstorn, det vill säga det byggdes ej för klockorna, utan tjänade som fästning, dit man kunde ta sin tillflykt under oroliga tider. Kyrktornet i Korpo har högt uppe på norra sidan sidan närmast själva kyrkmuren en dörr; man sökte således att göra tornet så svårtillgängligt som möjligt. Dock kan man numera även komma upp dit upp från kyrkans inre. Vidare är tornets fönsteröppningar mycket smala på utsidan, men vidga sig hastigt inåt, så att en bågskytt väl kunde få plats att sända sina pilar åt olika håll och likväl själv vara skyddad. I jämnhöjd med den nämnda dörröppningen finns runt omkring tornet en rad hål, vilka kanske tjänat som fäste för utstående bjälkar, som uppburit en skyttegång. När mera ordnade och trygga förhållanden inträdde, behövdes tornet i Korpo inte längre till försvarsändamål utan fick istället tjäna ett världsligt, kanske en tid såsom bostad åt kyrkans präst, ty det finns nämligen där uppe en liten kammare eller kanske hellre en stor spis, inmurad i ett hörn av tornet och försedd med plant stengolv och två rör, genom vilken röken kunde söka sig ut till det fria. Det bör poängteras att huruvida tornet verkligen tjänat till försvar, eller om alla dessa anordningar blott är efterhärmningar av försvarskyrkor, kan inte med säkerhet sägas, men man får tänka på att Korpo låg mitt i segelleden mellan Sverige och Finland under en tid alla större transporter skedde på vatten och fientliga anfall kunde alltid väntas under orostider.

## Interiör

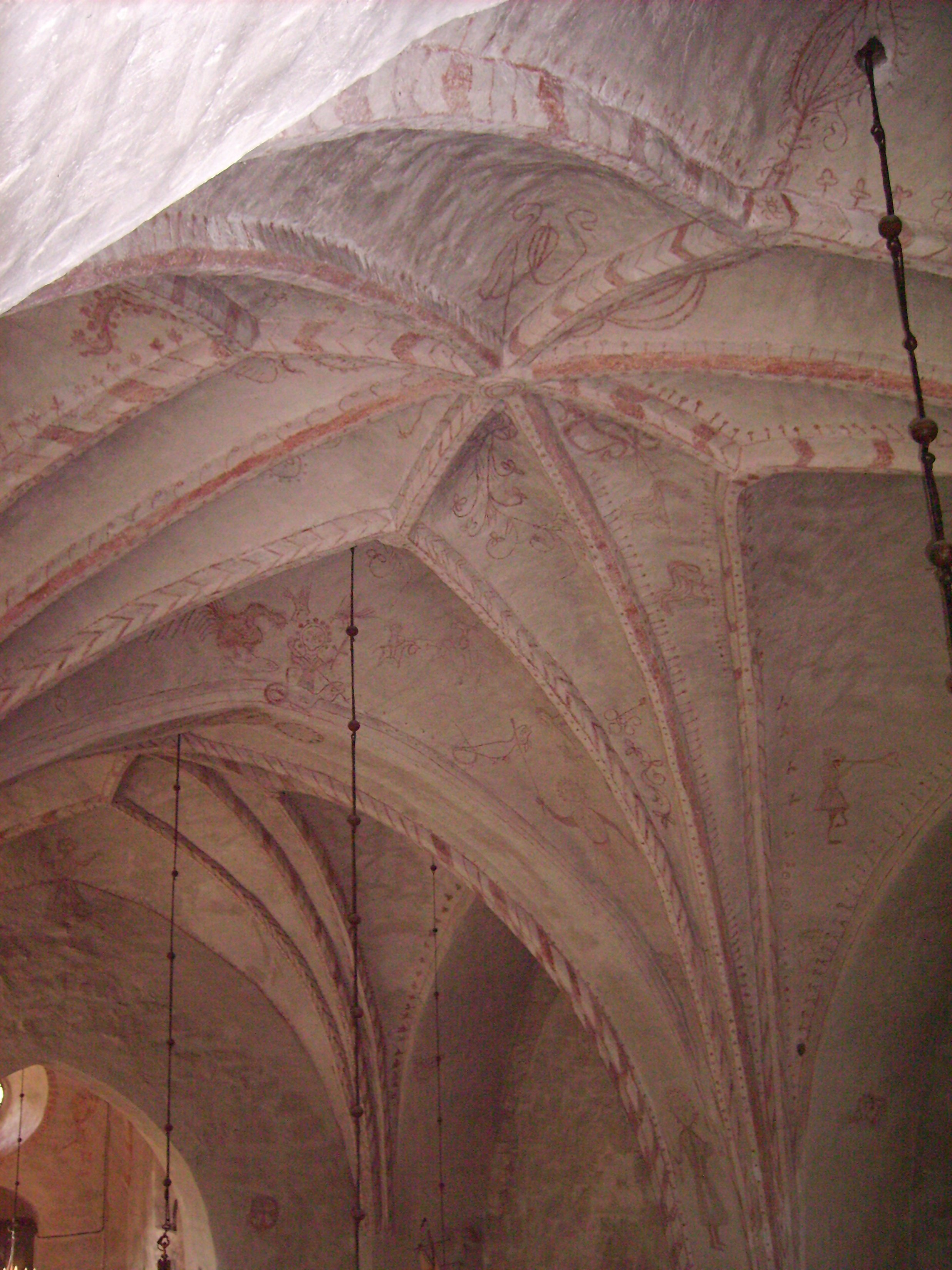
Bemålade valv i den enskeppiga kyrkobyggnaden.

När man restaurerade kyrkan åren 1952–1953 framkom ett stort antal medeltida muralmålningar som hade övermålats på 1600-talet. Dessa är mycket enkla till sin natur och anses ha skapats av inhemska konstnärer under andra hälften av 1400-talet, ty innertaken välvdes först på 1440-talet, vid sidan av figurer av helgon- och fabelkaraktär, finns även ett flertal fartyg, så kallade koggar.

## Inventarier

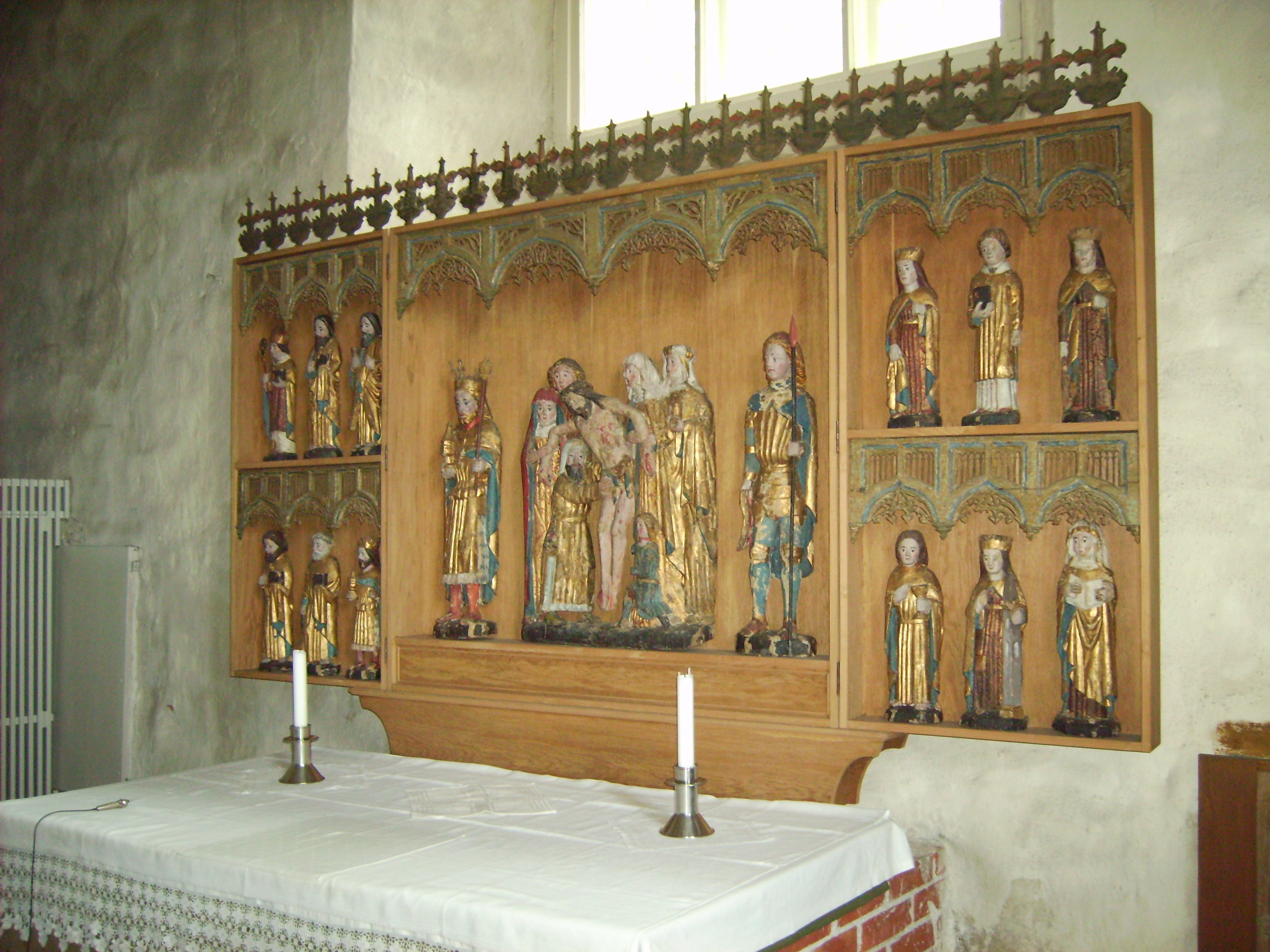
Bland de medeltida skulpturerna i altarskåpet hittar man bland andra Heliga Birgitta, Erik den helige och biskop Henrik.

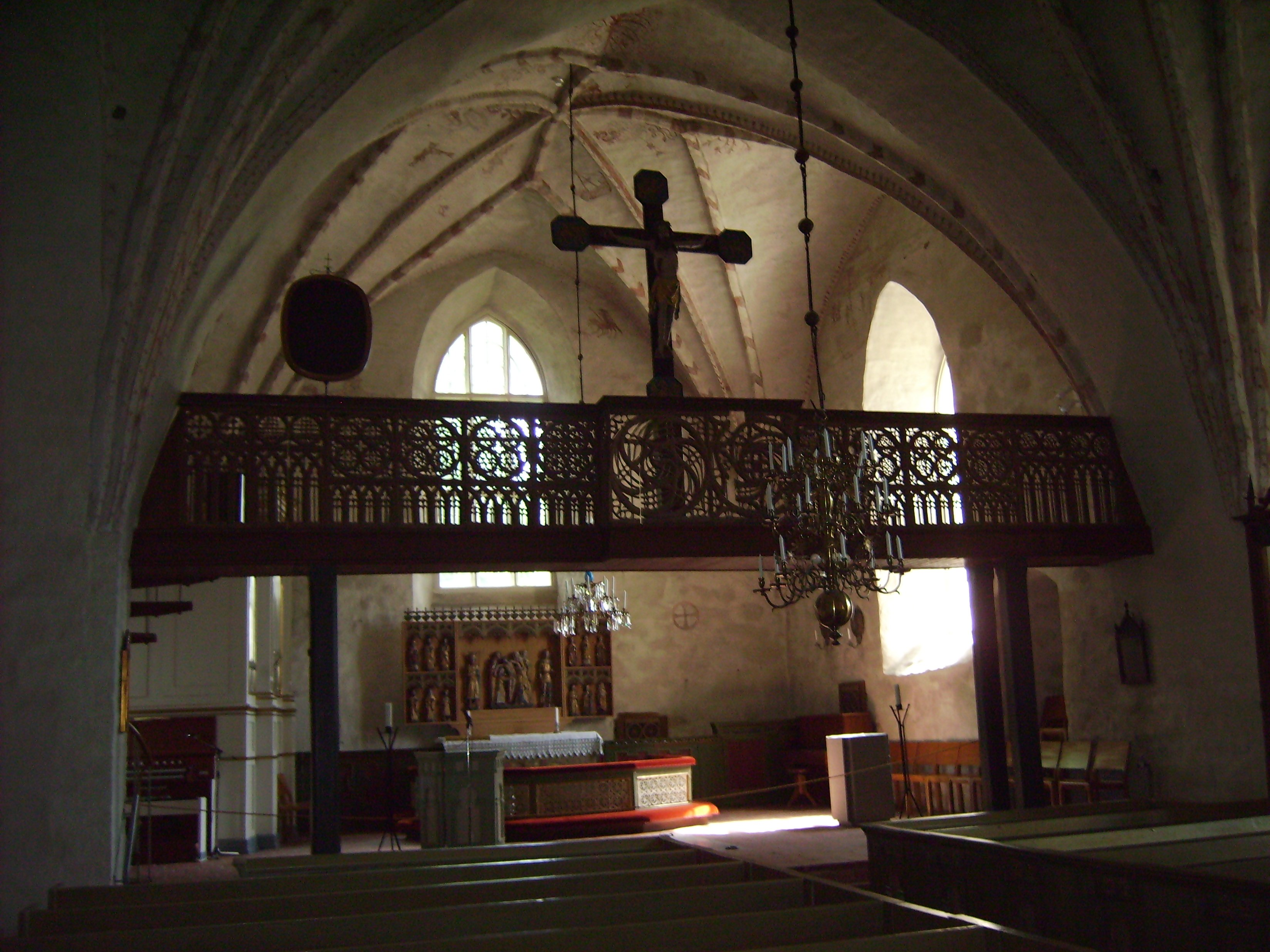
Krucifixet pryder korlektoriet.

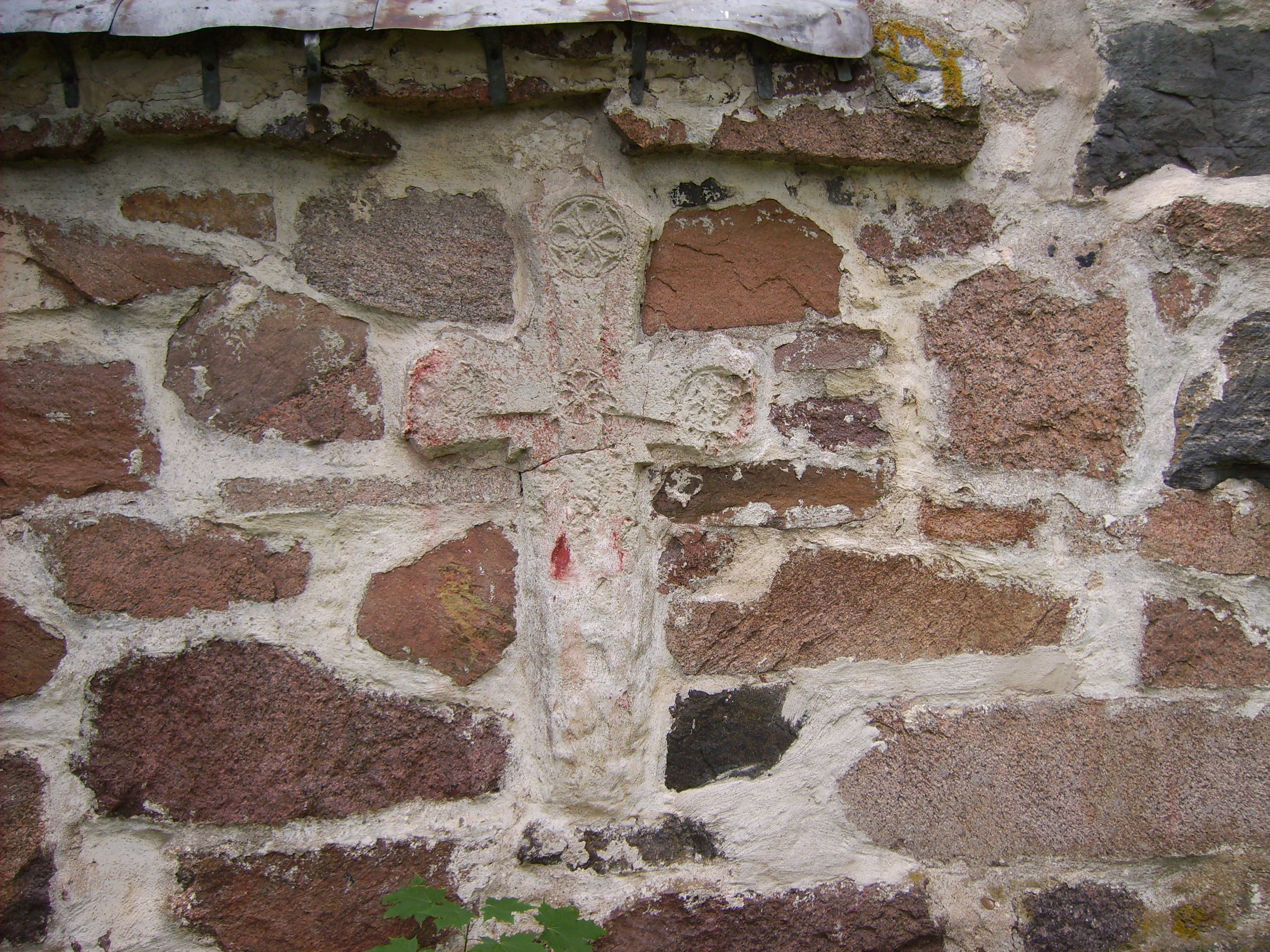
Gavelkorset i den yttre kyrkmuren nedanför östra fönstret tyder på att koret byggdes först på 1400-talet.

I samband med Gustav Vasas konfiskationer av medeltida kyrkskatter, förlorade Korpo kyrka till den svenska statsmakten:
- 1) Kalk med paten, oförgyllda.
- 2) Pyxis, oförgylld.
- 3) "En liten silversked", eventuellt använd som kommunionsked.
- 4) Monstrans av silver, förgylld.
- 5) Monstrans av koppar, förgylld.
- 6) Kors, oförgyllt.
- 7) Nål, eventuellt till korkåpespänne eller liknande.[5]

Till kyrkan tillhör även Finlands äldsta träskulptur, Korpomadonnan, tillverkad i Rhenlandet omkring år 1225, men finns idag att beskåda på Finlands nationalmuseum i Helsingfors. Trots dessa konfiskationer är kyrkan idag fylld av medeltida inventarier, såsom ett flertal träskulpturer, bland annat föreställande:
- Madonnan och barnet (gjord cirka år 1400 i Rhenlandet)
- Katarina av Alexandria
- S:t Olof
- S:t Göran
- Krucifixet
- Ärkeängeln Mikael
- Altarskåpets 15 skulpturer (själva skåpet byggdes på 1950-talet).

Kyrkans kanske mest värdefulla inventarium är dock det gamla korlektoriet, mellan kor och långhus, från 1400-talet. Under medeltiden fungerade det som en predikstol och få är bevarade. Finlands enda finns i denna kyrka.
Av övriga inventarier märks bland annat predikstolen, placerad i söder, från 1646, till samma tidsperiod och strax efter tillhör kyrkans bänkar. Orgeln byggdes av A. Thulé i Kangasala 1870, renoverad senast 1975. År 1792 målade Gabriel Gotthard Sveidel den äldsta och största altartavlan, vid namn Nattvardens instiftelse, medan A. och V. Munsterhjelm skapade den yngsta 1905, vilken föreställer Kristus i Getsemane.